# Матриці Гелл-Манна
Матриці Гелл-Манна — одне з представлень інфінітезимальних генераторів спеціальної унітарної групи SU(3). Вони використовуються в квантовій хромодинаміці і є узагальненням матриць Паулі.
Всього існує 8 лінійно незалежних матриць 3 × 3 з одиничним визначником. Їх можна вибрати в наступному вигляді
| {\displaystyle \lambda _{1}={\begin{pmatrix}0&1&0\\1&0&0\\0&0&0\end{pmatrix}}}  | {\displaystyle \lambda _{2}={\begin{pmatrix}0&-i&0\\i&0&0\\0&0&0\end{pmatrix}}}                       | {\displaystyle \lambda _{3}={\begin{pmatrix}1&0&0\\0&-1&0\\0&0&0\end{pmatrix}}} |
| {\displaystyle \lambda _{4}={\begin{pmatrix}0&0&1\\0&0&0\\1&0&0\end{pmatrix}}}  | {\displaystyle \lambda _{5}={\begin{pmatrix}0&0&-i\\0&0&0\\i&0&0\end{pmatrix}}}                       | {\displaystyle \lambda _{6}={\begin{pmatrix}0&0&0\\0&0&1\\0&1&0\end{pmatrix}}}  |
| {\displaystyle \lambda _{7}={\begin{pmatrix}0&0&0\\0&0&-i\\0&i&0\end{pmatrix}}} | {\displaystyle \lambda _{8}={\frac {1}{\sqrt {3}}}{\begin{pmatrix}1&0&0\\0&1&0\\0&0&-2\end{pmatrix}}} |                                                                                 |
Це ермітові матриці. Слід усіх матриць {\displaystyle \lambda _{i}} дорівнює нулю.
{\displaystyle {\text{Sp}}\;\lambda _{j}=0}.
Крім того
{\displaystyle {\text{Sp}}\;\lambda _{i}\lambda _{j}=2\delta _{ij}},
де {\displaystyle \delta _{i}j} — символ Кронекера.
Матриці {\displaystyle g_{i}} визначаються як
{\displaystyle g_{i}={\frac {1}{2}}\lambda _{i}}.
Комутатори цих матриць задовольняють співвідношення
{\displaystyle [g_{i},g_{j}]=if^{ijk}g_{k}},
де повторення індексу k означає підсумовування, а {\displaystyle f^{ijk}} — повністю антисиметричний за трьома індексами і має значення:
{\displaystyle f^{123}=1\ ,\quad f^{147}=f^{165}=f^{246}=f^{257}=f^{345}=f^{376}={\frac {1}{2}}\ ,\quad f^{458}=f^{678}={\frac {\sqrt {3}}{2}}\ .}
Будь-який елемент групи SU(3) може бути записаним у формі:
{\displaystyle x=e^{i\sum _{k}\theta _{k}g_{k}}},
де {\displaystyle \theta _{k}} — дійсні числа. Саме ця властивість означає, що матриці {\displaystyle \lambda _{i}}, а з ними і {\displaystyle g_{i}} є генераторами групи.